# Elpistostegidae
Elpistostegidae – rodzina ryb kostnoszkieletowych z grupy Tetrapodomorpha. Należą do niej zwierzęta, które uważano za formy przejściowe pomiędzy rybami a tetrapodami, takie jak Panderichthys, Elpistostege i Tiktaalik.
Elpistostegidae pod wieloma względami anatomicznymi – np. budową głowy i tułowia – przypominają czworonogi, jednak zachowały również cechy rybie, takie jak obecność płetw i brak kości krzyżowej. Odkrycie tropów tetrapodów sprzed około 395 mln lat sugeruje, że Elpistostegidae były boczną linią ewolucyjną, a nie przodkami czworonogów. Przedstawiciele Elpistostegidae są znani w zapisie kopalnym od żywetu do franu, od około 386 do 380 mln lat temu.